# Conclave de 1471

Brasão papal de Sua Santidade o papa Sisto IV

O conclave papal ocorrido entre 6 e 9 de agosto de 1471 resultou na eleição do Papa Sisto IV depois da morte do Papa Paulo II.  Com exceção do conclaves do Cisma do Ocidente, este conclave foi o primeiro desde 1305 a apresentar um trabalho, dada a maioria de dois terços dos italianos dentro do Colégio dos Cardeais, em grande parte devido à ausência de seis cardeais não-italianos. Isso ocorreu em parte devido à imprevisibilidade da morte de Paulo II.

## A eleição
As duas facções principais foram as de d'Estouteville e Orsini, o último dos quais conseguiu uma vitória pré-conclave importante na questão de convencer o resto do Colégio de excluir os cardeais criados por Paulo II in pectore, em desafio explícito à última vontade e testamento do pontífice anterior. Tais criados seriam autorizados a participar, por exemplo, no conclave de 1492. Paulo II tinha criado pelo menos oito cardeais em segredo e, pelo menos, cinco dos quais estavam vivos no momento do conclave:Pedro Ferriz, Pietro Foscari, Giovanni Battista Savelli, Ferry de Clugny e Jan Vitez.
A capitulação em conclave foi elaborada no início do conclave, mas estranhamente não continha limitações explícitas ao poder papal, exceto para continuar a guerra dos cruzados contra os turcos. As facções acima pode ser mais especificamente referir-se como os "Pieschi" (criados principalmente por Pio II) e os "Paoleschi" (criados principalmente por Paulo II).
Como no conclave de 1464, Bessarion emergiu como um dos favoritos no início, com seis votos, no segundo dia, os de: d'Estouteville, Calandrini, Capranica, Ammanati-Piccolomini, Caraffa e Barbo; d'Estouteville perdia com os votos de Bessarion, Gonzaga, e Monferrato como fez Forteguerri com os votos dos Orsini, Eruli e Agnifilo; Orsini tem votos de della Rovere e Michiel; Roverella, de Borgija e Zeno; Eruli, de Forteguerri e Calandrini, de Roverella. Os velhos argumentos contra Bessarion, ou seja, que ele era um não-italiano, que além disso seria inaceitável para os príncipes da França, mais uma vez prevaleceu.
As contagens de voto são conhecidos com especificidade por causa das notas de Nicodemo de Pontremoli, enviado pelo duque de Milão Galeazzo Maria Sforza, atualmente residindo nos Arquivos de Estado de Milão. Os favoritos notáveis nos controles a que se seguiu são (em ordem cronológica): Calandrini, Forteguerri e Roverella.
Dos candidatos favorecidos por Sforza, della Rovere era o mais elegível, assim Gonzaga e Borja fizeram lobby por ele nos bastidores, todos disfarçando, enquanto as suas intenções através do voto para os outros até a manhã de 9 de agosto, quando, juntamente com d'Estouteville e Barbo, mudaram seus votos para della Rovere no accessus, dando-lhe um total de 13 votos. Os cardeais que votaram para della Rovere na análise foram: Monferrato, Zeno, Michiel, Agnifilo, Roverella, Forteguerri, Bessarion, Calandrini, e Orsini. Ao contrário da tradição perene, os cinco cardeais restantes não alteraram os seus votos para della Rovere no accessus para tornar a eleição "unânime".
Francesco della Rovere aceitou a escolha e adotou o nome de Sisto IV em honra do Papa Sisto II. A inauguração do pontificado ocorreu em 25 de agosto. Como della Rovere ainda não era um bispo, foi consagrado pelas mãos do cardeal-bispo de Ostia Guillaume d'Estouteville. O novo papa desfrutou de reputação ilibada, até agora, e muito associado a ele as esperanças de uma reforma na Igreja. Dando lucro nos primeiros dias de seu pontificado aos Orsini, Gonzaga e Borja deram um pretexto para acusações, no entanto, que a dignidade do papa foi alcançada através de simonia. Embora a verificação dessas acusações não fosse possível, o fato é que Sisto IV não só tentou reformar a Igreja, mas realmente contribuiu para o aprofundamento de reinar na crise moral.

## Lista de Cardeais (1471)
| Consistóro                  | 1471 |
| --------------------------- | ---- |
| Dezembro 1439               | 2    |
| Consistórios de Eugênio IV  | 2    |
| Dezembro 1448               | 4    |
| Consistórios de Nicolau V   | 4    |
| Fevereiro 1456              | 2    |
| Consistórios de Calisto III | 2    |
| Março 1460                  | 4    |
| Dezembro 1461               | 4    |
| Consistórios de Pio II      | 8    |
| Setembro 1467               | 7    |
| Novembro 1468               | 2    |
| Consistórios de Paulo II    | 9    |
| Total                       | 25   |

| Criado por              | Cardeais | Por Cento |
| ----------------------- | -------- | --------- |
| Papa Eugênio IV (EIV)   | 02       | 8 %       |
| Papa Nicolau V (NV)     | 04       | 16 %      |
| Papa Calisto III (CIII) | 02       | 8 %       |
| Papa Pio II (PiII)      | 08       | 32 %      |
| Papa Paulo II (PaII)    | 09       | 36 %      |
| Total                   | 25       | 100 %     |

### Cardeais Bispos
Ao conclave assistiram 18 dos 25 cardeais que existiam naquela época:
| Nº | Nome                             | Consistório   | Papa |
| -- | -------------------------------- | ------------- | ---- |
| 1  | Guillaume d'Estouteville, O.S.B. | Dezembro 1439 | EIV  |
| 2  | Basílio Bessarion, O.S.B.M.      | Dezembro 1439 | EIV  |
| 3  | Latino Orsini                    | Dezembro 1448 | NV   |
| 4  | Filippo Calandrini               | Dezembro 1448 | NV   |

### Cardeais Presbíteros
| Nº | Nome                           | Consistório   | Papa |
| -- | ------------------------------ | ------------- | ---- |
| 5  | Angelo Capranica               | Março 1460    | PiII |
| 6  | Berardo Eroli                  | Março 1460    | PiII |
| 7  | Niccolò Fortiguerra            | Março 1460    | PiII |
| 8  | Bartolomeo Roverella           | Dezembro 1461 | PiII |
| 9  | Jacopo Piccolomini-Ammannati   | Dezembro 1461 | PiII |
| 10 | Oliviero Carafa                | Setembro 1467 | PaII |
| 11 | Amico Agnifili                 | Setembro 1467 | PaII |
| 12 | Marco Barbo                    | Setembro 1467 | PaII |
| 13 | Francesco della Rovere, O.F.M. | Setembro 1467 | PaII |

### Cardeais Diáconos
| Nº | Nome                             | Consistório    | Papa |
| -- | -------------------------------- | -------------- | ---- |
| 14 | Rodrigo de Borja y Borja         | Fevereiro 1456 | CIII |
| 15 | Francesco Gonzaga                | Dezembro 1461  | PiII |
| 16 | Teodoro Paleologo di Montferrato | Setembro 1467  | PaII |
| 17 | Giovanni Battista Zeno           | Novembro 1468  | PaII |
| 18 | Giovanni Michiel                 | Novembro 1468  | PaII |

### Cardeais ausentes

#### Cardeal Bispo
| Nº | Nome             | Consistório   | Papa |
| -- | ---------------- | ------------- | ---- |
| 19 | Alain de Coëtivy | Dezembro 1448 | NV   |

#### Cardeais Presbíteros
| Nº | Nome                       | Consistório    | Papa |
| -- | -------------------------- | -------------- | ---- |
| 20 | Jean Rolin                 | Dezembro 1448  | NV   |
| 21 | Luis Juan de Milà y Borja  | Fevereiro 1456 | CIII |
| 22 | Jean Jouffroy, O.S.B.Cluny | Dezembro 1461  | PiII |
| 23 | Thomas Bourchier           | Setembro 1467  | PaII |
| 24 | Jean Balue                 | Setembro 1467  | PaII |

### Cardeais Diáconos
| Nº | Nome                                   | Consistório | Papa |
| -- | -------------------------------------- | ----------- | ---- |
| 25 | Francesco Nanni-Todeschini-Piccolomini | Março 1460  | PiII |